# گونه پیشگام

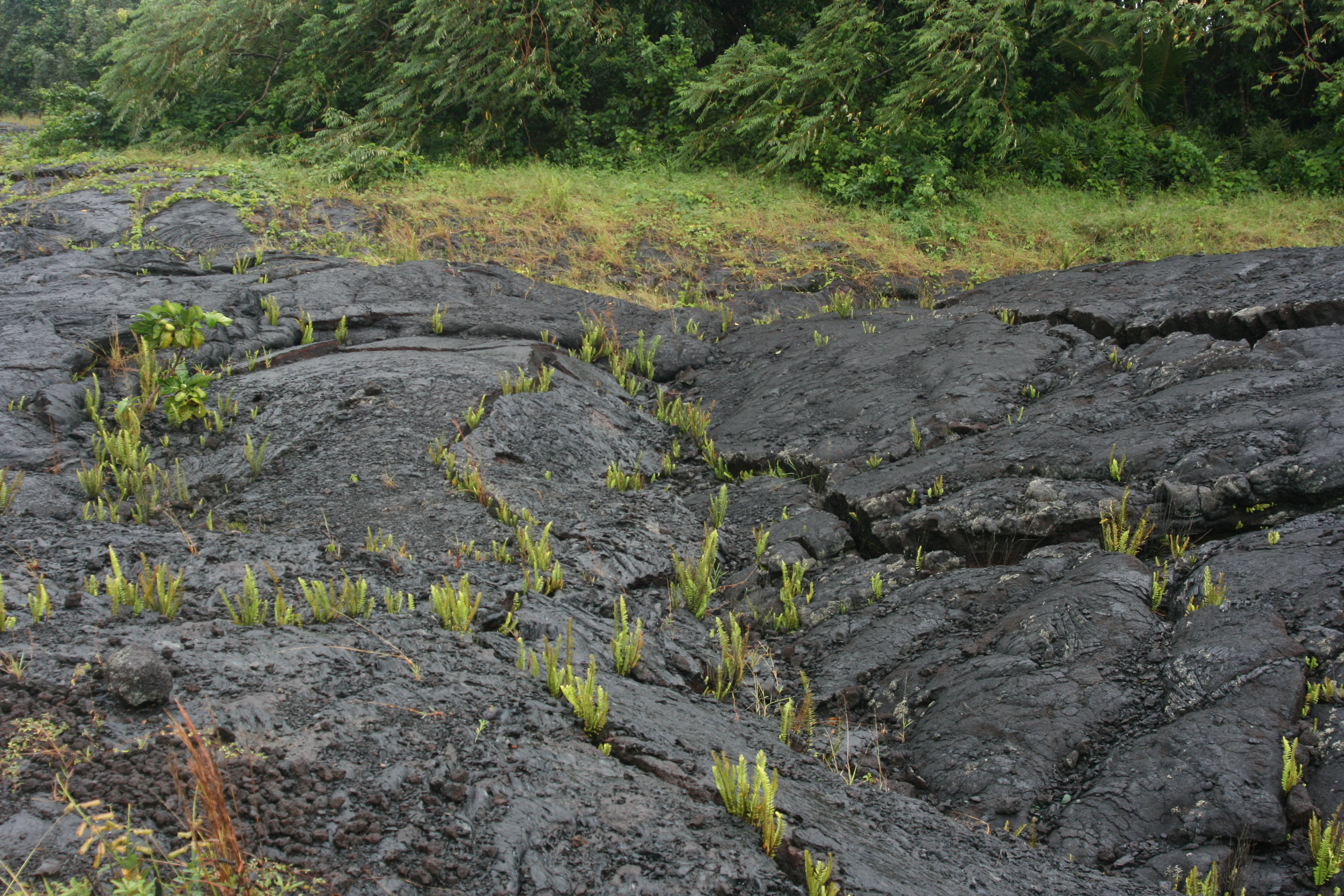
گونه‌های پیشگام گیاهی که در شکاف‌های روی جریان گدازه‌ای جامدشده از تازه فوران‌شده در هاوایی رشد می‌کنند.

گونه‌های پیشگام (به انگلیسی: Pioneer species)، گونه‌های مقاومی هستند که نخستین جاندارانی هستند که محیط‌های بایر یا اکوسیستم‌های دارای تنوع زیستی پیشین را که در اثر آتش‌سوزی دچار آشفتگی بوم‌شناختی شده‌اند، تشکیل کلنی می‌دهند.

نمودار بالا نشان می‌دهد که چگونه گونه‌های پیشگام سبب تشکیل خاک می‌شوند و اجازه می‌دهند تا جانداران ناهموار کمتری در منطقه رشد کنند.

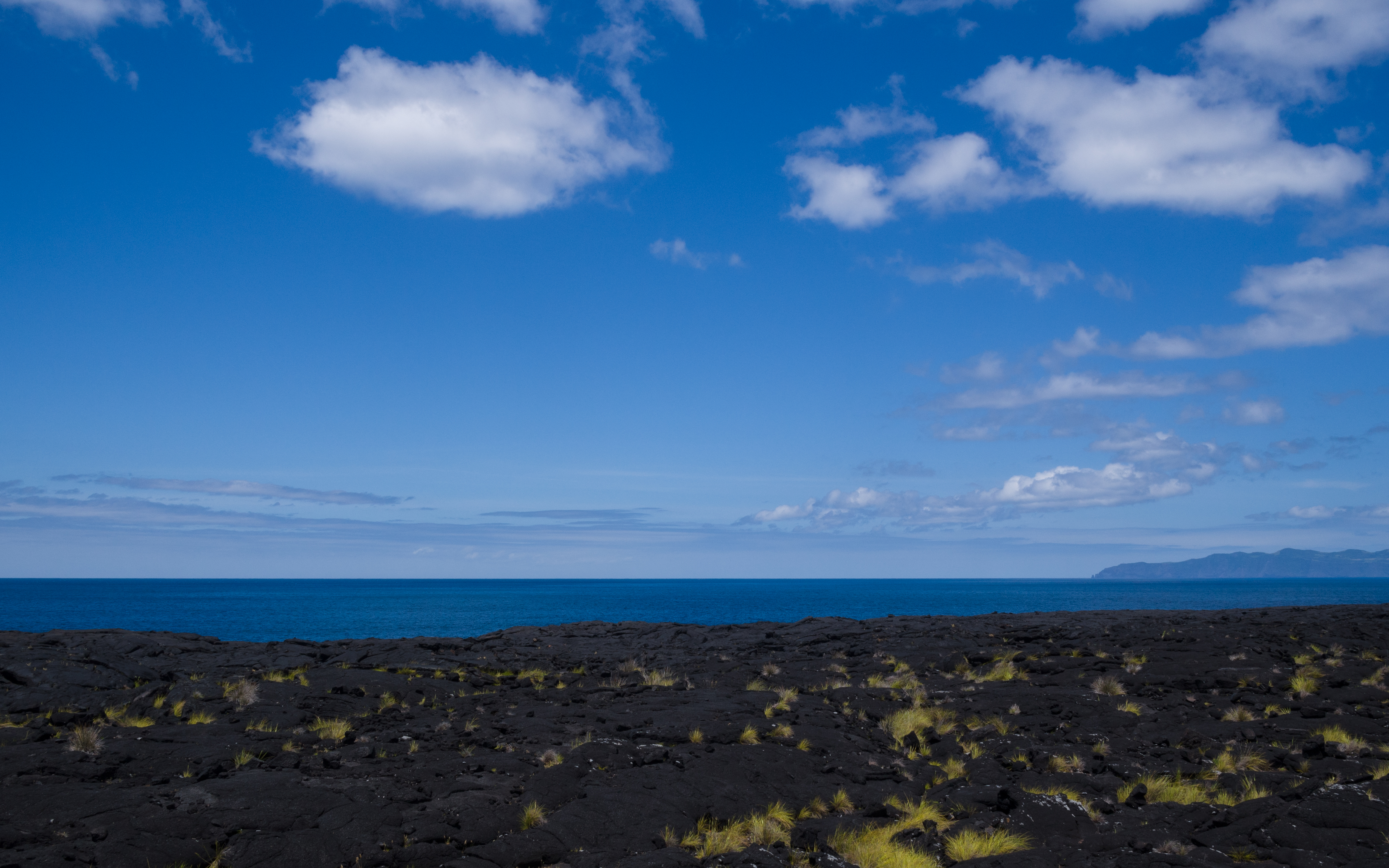
رشد گیاهان پیشگام روی گدازه جامد در پیکو، آزور، پرهیز از رقابت محلی لوریسیلوا

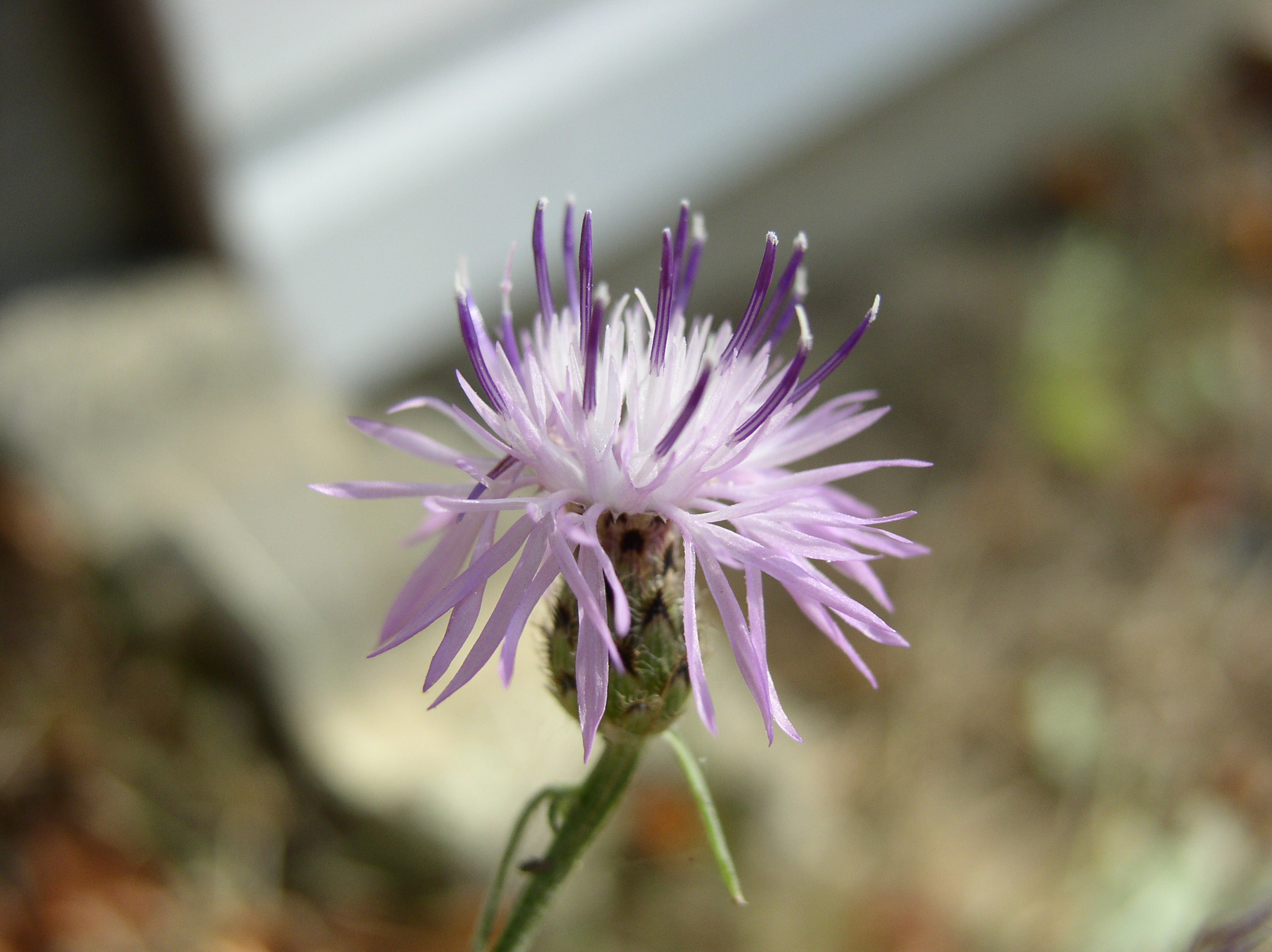
Centaurea maculosa، نمونه‌ای از گونه‌های پیشگام